# لشکو اول

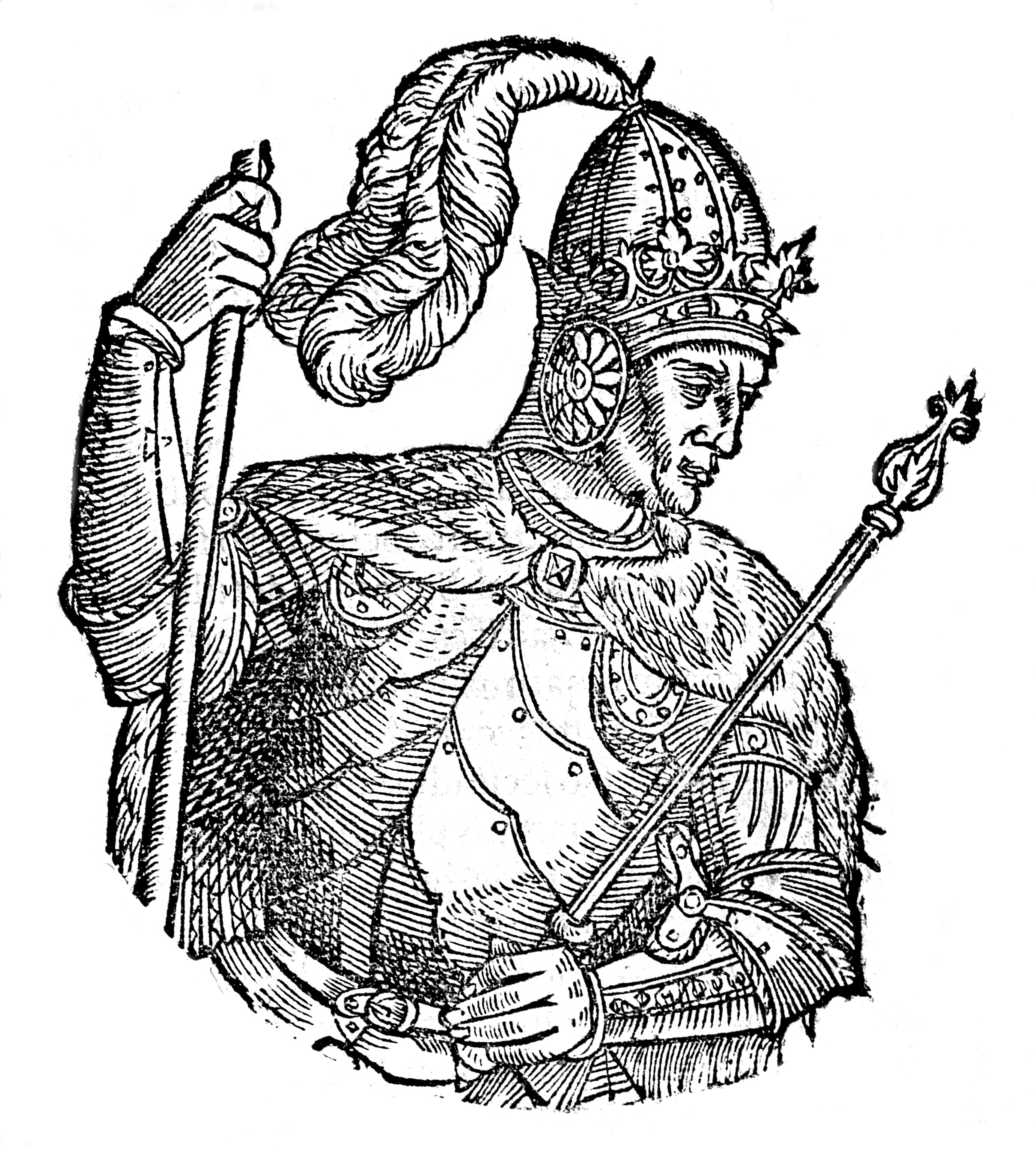
نقاشی خیالی از لسکو اول

لشکو اول ((به لهستانی: Leszko I); (به لاتین: Lescus)) یکی از پادشاهان افسانه‌ای لهستان است. او زرگر و سربازی بود که پیش از سلطنت پژیمسواف (Przemysław) نام داشت. در افسانه‌ها آمده‌است که او به همراهی یارانش به جنگ با مجارها رفت. نیرومندی دشمن باعث شد تا او حیله‌ای را به کار ببندد. لشکو درختانی را در جنگل به قامت سربازان خود درآورد و آن‌ها را رنگ کرد. سپاهیان مجار که به آن محل رسیدند با دیدن درختان به این خیال که لهستانی‌ها را یافته‌اند به درون جنگل رفتند، اما خود توسط سربازان لهستانی محاصره شدند و تسلیم گشتند. در ادامه لهستانی‌ها همه اسرا را کشتند و اینگونه خطر مجارها رفع شد. پس از آن لشکو به پادشاهی نشست و مدت‌ها بر این سرزمین حکمرانی کرد.